# Maricao
Maricao é um município de Porto Rico, situado na região centro-norte da ilha. Tem 95 km² de área e sua população em 2010 foi estimada em 6.276 habitantes. Limita com os municípios de Mayagüez, Las Marías, Lares, San Germán, Sabana Grande e Yauco.